# CD8
CD8 혹은 세포표면항원무리 8은 T 세포 수용체(TCR)의 공동수용체 역할을 하는 막관통 당단백질이다. T 세포 수용체처럼 CD8은 주조직 적합성 복합체(MHC) 분자에 결합하지만, I형 MHC에 특이적이다. CD8은 두 동소체 α와 β가 있고, 서로 다른 유전자에 부호화되어 있다. 사람의 경우 두 유전자는 2번 염색체 2p12에 있다.

## 발현하는 세포
CD8 공동수용체는 대부분 세포독성 T 세포에 발현된다. CD8을 세포 표면에 발현하는 세포독성 T 세포를 CD8+ T 세포라 한다. 자연살해세포, 겉질 흉선세포, 수지상세포에서도 발현될 수 있다. T 세포 림포모구 림프종과 색소저하 균상식육종에서 발현되지만, 기타 T 세포 신생물에서는 빈번하게 발현되지 않는다.

## 구조
CD8는 이합체를 이루어 기능을 한다. 가장 흔한 CD8 형태는 CD8-α와 CD8-β 사슬로 이루어진 형태이다. 두 사슬은 면역글로불린 초족에 속하며, 면역글로불린의 가변 부위(IgV)와 유사한 세포외 도메인이 세포막에 가느다란 자루로 연결되어 있고, 세포내에는 꼬리가 있다. 몇몇 세포에서는 CD8-α 사슬이 동종이합체로 발현되기도 한다. CD8 사슬의 분자량은 각각 32-34 kDa이다. 결정학적으로 밝혀진 CD8는 면역글로불린 유사 베타 병풍구조가 샌드위치처럼 접혀 있는 구조로 114개 아미노산 잔기로 이루어진다. 단백질의 2%는 α나선, 46%는 β병풍 구조를 이루고, 나머지 52%는 고리 부분을 이룬다.

개략적으로 나타낸 CD8 공동수용체의 이종이합체

## 기능
CD8-α의 세포외에 있는 IgV 유사 도메인은 I형 MHC 분자의 α3 부분과 상호작용한다. 이 친화성을 통하여 세포독성 T 세포의 수용체와 표적 세포가 가까이 결합하고 T 세포가 항원에 특이적으로 활성화된다.